# Black History Month
Black History Month è un singolo del gruppo musicale canadese Death from Above 1979, pubblicato nel 2005.

## Tracce
CD
1. Black History Month – 3:48
2. Luno (Bloc Party cover) – 3:54

7" (versione 1)
1. Black History Month – 3:48
2. Black History Month (Sammy Danger remix) – 4:04

7" (versione 2)
1. Black History Month (Sammy Danger NLS edit)
2. Black History Month (Alan Braxe & Fred Falke remix) – 5:21

12" (promozionale)
1. Black History Month (Alan Braxe & Fred Falke remix) – 5:22
2. Black History Month (Sammy Danger NLS edit) – 4:04
3. Black History Month (Alan Braxe & Fred Falke remix, strumentale) – 5:22